# メリー・ジェーン・ガールズ
メリー・ジェーン・ガールズ (Mary Jane Girls) は、リック・ジェームスのプロデュースによる4人組女性グループ。
リック・ジェイムスに見出されて1983年に「キャンディ・マン（Candy Man）」でデビュー。1985年に発表したシングル「イン・マイ・ハウス（In My House）」が大ヒットするも、長続きせずにわずか3年足らずで解散した。
1983年にR&Bチャートで11位のヒットを記録したシングル「All Night Long」は、メアリー・J・ブライジ（シングル「メアリー・ジェーン〈Mary Jane）」）や、ビッグ・ダディ・ケイン、LL・クール・J らの楽曲でサンプリングされるなど、定番として人気があるトラックとなっている。

## ディスコグラフィ

### スタジオ・アルバム
- 『メリー・ジェーン・ガールズ』 - Mary Jane Girls (1983年、Gordy)
- 『オンリー・フォー・ユー』 - Only Four You (1985年、Gordy)

### コンピレーション・アルバム
- 『ベスト・オブ・メリー・ジェーン・ガールズ』 - In My House: The Very Best of the Mary Jane Girls (1994年、Motown)
- 20th Century Masters – The Millennium Collection: The Best of the Mary Jane Girls (2001年、Motown)

### シングル
- 「キャンディ・マン」 - "Candy Man" (1983年)
- "All Night Long" (1983年)
- "Boys" (1983年)
- "Jealousy" (1984年)
- 「イン・マイ・ハウス」 - "In My House" (1985年)
- "Wild and Crazy Love" (1985年)
- "Break It Up" (1985年)
- 「ウォーク・ライク・ア・マン」 - "Walk Like a Man" (1986年)
- "All Night Long (The Hustlers Convention Remixes)" (1995年)

## 参考資料
- マイ・ライフ (ライナーノーツ). メアリー・J. ブライジ. MCAビクター株式会社. 1994. MVCM-496。